# Sarpefossen
Sarpefossen o Sarpsfossen è una cascata situata nel comune di Sarpsborg nella parte sud-orientale della Norvegia.
La cascata è formata dal fiume Glomma, il principale fiume della Norvegia. Vi si trovano tre centrali idroelettriche, Borregaard, Hafslund e Sarp. 
La cascata, alta poco più di 20 metri, è sovrastata da un ponte, la prima costruzione risale al 1854, il ponte attuale è del 1942.
La portata media della cascata è pari a circa 600 m³/sec, nei mesi estivi può raggiungere picchi di 3 500 m³/sec.